# 堀之内久俊
堀之内 久俊（ほりのうち ひさとし、1922年12月1日 - 1945年4月12日）は、大日本帝国海軍特別攻撃隊、第二「八幡護皇隊」隊員。海軍大尉。

## 経歴
台湾出身。大日本帝国の統治下にあった台湾（旧台湾県）に、父の仕事の関係で鹿児島県から家族と移住。小学校と中学校は鹿児島で終え、高校は台北高等学校を首席で卒業。その後、東京帝国大学法学部に合格し、内地で独り暮らしの寮生活を始める。大学生活が一年ほど経った1943年（昭和18年）9月のある日、徴兵猶予が突然解除となる。同10月21日には、明治神宮外苑での学徒出陣壮行会に参加。翌11月に召集令状が台湾の実家に来る。同12月10日、大日本帝国海軍に入隊、その後、帝国海軍第14期飛行専修予備学生試験に合格し、海軍少尉に昇進。
1945年（昭和20年）4月初頭、神風特別攻撃隊第二、八幡護皇隊隊員として大分県海軍宇佐基地から鹿児島県大隅半島中部にある串良特攻基地に赴く。同4月12日、沖縄の敵艦船に突入し、戦死した。享年21。